# Географска посока
Географска посока е една от четирите страни на света: север, изток, юг или запад. Северът и югът са посоки, свързани със съответните им полюси на Земята. Ротацията на Земята, от своя страна, определя позицията на изток и запад. Трябва да се има предвид, че иглата на компаса показва магнитния север, а не географския север (северната кардинална точка).
В древността човекът е определял южната посока според положението на зенита на Слънцето, изтока – по мястото на издигането му, запада – по мястото на залеза, а севера се е определял по Полярната звезда.
На съвременните географски карти северът обикновено се намира отгоре, югът – отдолу, западът – отляво, а изтокът – отдясно.